# Tamaroa (Kiribati)
Tamaroa ist ein Ort im südlichen Teil des pazifischen Archipels der Gilbertinseln nahe dem Äquator im Staat Kiribati. 2020 wurden 463 Einwohner gezählt.

## Geographie
Tamaroa ist der nördlichere der beiden Orte auf der Insel Arorae. Im Ort gibt es das Tamaroa Maneaba, ein traditionelles Versammlungshaus, und eine protestantische Kirche. Nördlich des Ortes liegt der Flugplatz der Insel (AIS, NGTR) an der Inselspitze Babaroroa.
Haupterwerbszweige sind Fischerei und die Produktion von Kopra.

## Klima
Das Klima ist tropisch heiß, wird jedoch von ständig wehenden Winden gemäßigt. Es ist trocken, Dürrezeiten kommen häufig vor. Ebenso wie die anderen Orte der südlichen Gilbertinseln wird Tamaroa  gelegentlich von Zyklonen heimgesucht.